# Arinolus torynophor
Arinolus torynophor är en mångfotingart som beskrevs av Chamberlin 1940. Arinolus torynophor ingår i släktet Arinolus och familjen Atopetholidae. Inga underarter finns listade i Catalogue of Life.